# Habroteleia kotturensis
Habroteleia kotturensis är en stekelart som först beskrevs av Sharma 1981.  Habroteleia kotturensis ingår i släktet Habroteleia och familjen Scelionidae. Inga underarter finns listade i Catalogue of Life.